# Savory
Savory es una marca chilena de helados, perteneciente al grupo Nestlé. Es la marca de helados con mayor participación en el país y encabeza las ventas tanto en supermercados como en heladerías.

## Historia
Savory fue creada por la Sociedad Soprole y AFIA Ltda. (conformada por «Sociedad Productores de Leche» y «Alimentos Fríos Italo Americanos») en 1959, y su primera sede se encontraba en Diagonal Santa Elena 2605. Los primeros helados fueron puestos a la venta el 18 de noviembre de 1959, correspondientes a los barquillos y las variedades «Cremino», «Chocolito» y «Lolly Pop». En abril de 1961 se inició la construcción de una nueva fábrica, ubicada en Vicuña Mackenna 4230.
En 1965 Savory fue adquirida por Nestlé, y en los años siguientes se realizaron distintas estrategias publicitarias para promocionar nuevos helados, como por ejemplo la venta de discos (como el caso del EP Dame un Bananino de Los Beat 4 en 1968) o el auspicio de programas (como en el caso de Kukulina Show, emitido por TVN en 1974). En 1975 lanzó al mercado el helado «Danky», consistente en un barquillo relleno con helado de crema, y en 1981, producto del éxito de la saga Star Wars, presentó el helado de agua «Centella».
En 1986 Nestlé adquirió la empresa Productos Lácteos (Prolac), dueña de la marca de helados Chamonix, con lo cual aumentó su participación de mercado. En enero de 2021 Savory presentó sus primeras cuatro variedades de helados sin gluten, siendo aptos para celíacos. En 2022 obtuvo el premio «Best Branding Awards Chile» por el rediseño de su sistema de identidad visual.